# 이회영
이회영(李會榮, 1867년 4월 21일 (음력 3월 17일) ~ 1932년 11월 17일)은 대한제국의 교육인, 사상가이자 일제강점기 시대 아나키스트 계열의 독립운동가이다.
대구 영남중학교, 공옥학교에서 교편을 잡다 신민회의 창립 멤버로 가담하였고, 북간도에 서전서숙을 설립하였으며 일가 6형제와함께 자산을 처분하고 만주로 망명하여 신흥무관학교를 설립, 독립군 양성과 군자금 모금 활동을 했다. 그 뒤 신흥무관학교가 일제의 탄압으로 실패하자, 상하이에서 아나키즘 사상에 심취하였으며 1928년 재중국조선무정부공산주의자연맹, 1931년 항일구국연맹 등의 창설을 주도하였으며 국내외 단체와 연대하여 독립운동을 했다. 1931년 9월에는 흑색공포단을 조직하여 일본과 일본 관련 시설의 파괴, 암살을 지휘하였으나 1932년 11월 상하이 항구에서 한인 교포들의 밀고로 체포되어 고문 후유증으로 인하여 옥사하였다. 1962년 건국공로훈장 독립장이 추서되었다. 경주 이씨 백사공파로 조선 선조 때 의정부영의정을 지낸 오성 이항복의 10대손이었다. 자 성원(聖元), 아호는 우당(友堂). 종교는 감리교로서, 7형제 중 넷째 아들이며 대한민국 초대 부통령을 지낸 이시영의 형이다. 해공 신익희와는 사돈간이며, 정치인 이종찬, 이종걸은 그의 손자이다. 이종찬의 아버지 이규학과 이종걸의 아버지 이규동은 이복 형제간으로, 이규학은 서씨 소생이고 이규동은 이은숙 소생이다.

## 삶

### 초기

#### 출생과 가계 배경
우당 이회영은 1867년 한성부의 저동(苧洞)에서 이유승과 동래정씨의 넷째 아들로 태어났다. 그는 한성부의 명문가에서 태어났다. 아버지는 이조판서를 지낸 이유승(李裕承, 1835~1906)이다. 6형제 중 넷째 아들로서. 위로는 세 형인 건영, 석영, 철영이 있었고, 아래로는 동생인 시영과 여동생 2명이 있었고, 이복 동생으로는 소영, 호영이 태어났다.

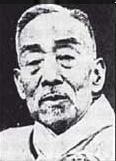
다섯째 동생 성재 이시영

대한민국 초대 부통령을 지낸 이시영은 바로 밑의 동생이었다.
개방적이고 호탕한 성격이었으며 일찍부터 개화 사상을 받아들인 것으로 전해진다. 그는 소년시절부터 개방적인 성격이어서 집안의 종들을 자유민으로 풀어주거나, 나아가 남의 집 종들에게 높임말을 쓰는 등 파격적인 행보를 보였다.
이회영의 집안은 경주 이씨 백사공파로 그의 가계는 신라, 고려와 조선에서 대대로 문무관료를 배출한 양반 가문이었다. 신라의 개국공신 이알평의 후손이자 통일신라 소판 이거명의 34대손이었다. 조선 선조 때 의정부영의정을 지낸 오성 이항복의 10대손이었다. 소론의 지도자 이광좌는 그의 6대 방조(傍祖)였고, 이시영의 7대조 이세필(李世弼)은 형조참판이었고, 6대조 이태좌(李台佐)는 소론의 중신이자 영조 때 좌의정을 지냈으며 5대조 이종성(李宗城)은 의정부영의정을 지냈고, 노론일색의 조정에서 사도세자의 몇 안 되는 후견인이기도 했다.
외교관으로 의정부찬성(議政府贊成)을 지낸 당대 정치거물이며 일제강점기에 친일파로 변절한 이하영(李夏榮), 국문학자 이준영(李準榮) 형제는 이시영의 14촌 종형이었다. 이하영·이준영 형제의 아버지인 증 내부대신(贈內部大臣) 이유수(李裕脩)는 그의 아버지 이유승과 12촌 종형제간이었다.
외가 역시 벌족으로 어머니 동래정씨(東萊鄭氏)는 중종때 영의정을 지낸 정광필의 후손으로, 공조판서, 한성부판윤, 이조판서를 지낸 정순조(鄭順朝)의 딸이었다.
당색으로는 소론가문이었지만, 아버지 이유승은 정치색을 나타내지 않았으므로 관직에 계속 머무를 수 있었다. 여동생은 동아일보의 기자와 상해 임시정부의 복무원을 지낸 평산 신씨 신재희에게 시집갔는데, 신재희는 독립운동가 겸 정치인 해공 신익희의 여섯째 형이자 동복 형이었다.

#### 결혼과 개화 사상
1896년(고종 32년) 항일 의병의 자금조달을 위하여 경기도 개성부 인근 풍덕(豊德) 지방에 삼포농장(蔘圃農場)을 경영하기 시작했다. 이후 농장의 수익금으로 의병들의 자금을 후원하였다.
그 뒤 이회영은 결혼식을 교회에서 신식으로 올렸고, 여성의 재가를 꺼리는 당시 분위기에도 불구하고 남편을 잃은 자신의 누이 동생은 거짓으로 부고를 낸 뒤 다시 결혼시켰다. 그 뒤 1906년 아버지 이유승이 사망하자 그는 집안의 노비들을 모두 면천, 해방시켰다.
양반가의 자제로 유년기에 한학을 배웠지만 개화사상을 접하면서 그는 본래의 유교사상에서 기독교사상(감리교)으로 개종한다.
1906년 이상설, 여준(呂準), 장유순(張裕淳), 이동녕(李東寧), 유완무(柳完懋) 등과 만주에 독립운동을 위한 군사기지 설치계획을 수립한 후 만주 간도의 용정촌(龍井村)에 서전서숙(瑞甸書塾)을 설립하는데 참여하였다.
그는 1885년에 달성 서씨와 결혼하였으나 그녀는 1907년 1월 중순에 사망하였고, 1908년 10월 20일 이은숙과 상동 교회에서 재혼했다.
첫 부인 달성 서씨는 판서를 지낸 서신보(徐臣輔)의 딸로, 할아버지 서유상(徐有象)은 참판, 증조부 서영수(徐英修)는 사어를 역임했으며, 외할아버지는 보국숭록대부와 이조판서를 지낸 연안이씨 이풍익(李豊翼)이었다. 후처 한산이씨 이은숙은 진사 이덕규(李悳珪)의 딸로 할아버지는 판사 이인식(李寅植)이고, 증조부는 군수를 지낸 이승서(李承緖)였고, 외조부는 도정을 지낸 홍종림(洪種林)이었다.
먼 족친인 이상설(李相卨)과 절친했던 그는 그 뒤 독립협회와 만민공동회에 참여하여 계몽, 강연 등의 활동을 하였다. 독립협회 활동 당시 그는 여준(呂準)·이강연(李康演)·윤치호(尹致昊)·남궁억(南宮檍)·이상재(李商在) 등의 인사들을 만나 접촉하였다.

#### 개화, 계몽 운동
독립협회에 참가하고 장훈학교를 설립하는 등 계몽 운동을 벌였으며, 장훈학교의 교사 외에 공옥학교의 학감으로도 초빙되었다. 공옥학교의 학감으로 있을 때 신민회를 조직하였다
1905년 을사 보호 조약이 체결되자 조정의 고관이었던 이상설(李相卨)과 당시 대한제국 외무부 교섭국장인 친동생 이시영(李始榮)등과 함께 을사 보호 조약 철회, 무효화운동 전개하였으나 실패하였고, 바로 나인영(羅寅永), 기산도(奇山度) 등과 함께 조약체결에 가담한 박제순 등 을사오적의 암살을 모의하였으나 실패하였다.
을사보호조약의 체결로 대한제국의 외교권이 박탈되자 그는 1907년 안창호, 이갑, 전덕기, 양기탁, 윤치호, 안태국, 이상재, 김규식, 이동녕, 김홍량, 이동휘, 신채호, 최광옥, 이시영 등과 함께 비밀 결사 조직 신민회(新民會)를 결성, 조직하여 신민회 중앙위원에 취임하고 교육, 계몽, 강연 활동을 하였다. 또한 그는 신민회의 정치·경제·교육·문화 분야 등에 관여하였다. 그러나 일제는 신민회를 탄압했고, 신민회 회원들을 일망타진할 계획을 세웠다.

그는 개화 이전에 노비 해방, 적서(嫡庶) 타파, 여성의 부당한 인습에 의한 권리 박탈에 반대, 개가와 재혼을 장려하였고, 이를 몸소 실천하였다.

### 독립 운동

#### 독립 운동 준비 계획
1905년 을사 늑약 체결 이후 일본의 국권 침탈이 차츰 가시화되자 이회영은 그의 형제들과 함께 해외에서 독립 운동을 하기로 결정하여 1906년 10월, 만주에 서전서숙을 세우고 무력항쟁 기지를 설립할 구상을 하여 전 재산을 처분하였다. 한편 그는 서전서숙의 교장으로 이상설을 초빙하여 동지 획득과 교포 교육에 주력하게 했다.
1907년 그는 네덜란드 헤이그에서 열린 만국평화회의에 밀사를 파견해 을사 늑약 체결의 억지, 강압성을 폭로하려는 계획을 세워 고종에게 건의하였다. 고종은 그의 건의를 받아들여 헤이그로 밀사를 보내지만 일본의 조선통감부 경찰에 적발되면서 이는 고종 퇴위의 빌미를 제공하게 된다.
이상설이 특사로 파견되자 서전서숙의 경영을 위해 여준을 만주로 파견했다. 그러나 자금난과 일제의 간섭으로 서전서숙은 1907년 10월경 문을 닫고 말았다.
그 뒤 헤이그 특사로 갔다 온 이상설을 만나기 위해 1908년초 비밀리에 만주에 다녀왔다. 1908년 이상설과 운동방책을 협의하여 이상설은 국외에서 활동하고 국내활동은 자신이 담당하기로 하고 귀국하였다. 그는 교육진흥운동이 무엇보다 시급하다고 판단, 동지들을 평양 대성학교, 안동 협동학교, 정주 오산학교 등 각 학교에 파견하고, 자신도 상동청년학원(尙洞靑年學院)의 학감으로 취임, 교육사업에 힘을 쏟았다.
1908년10월 18일 경성부의 상동교회에서 한산 이씨 이은숙(李恩淑)과 재혼하였다. 이는 한국 최초의 신식 결혼 중의 하나로 기록된다. 후일 이은숙은 자서전 《서간도 시종기》를 남기기도 했다.

#### 만주 시찰과 망명
1909년 그는 양기탁의 집에서 김구, 이동녕, 주진수(朱鎭洙), 안태국, 양기탁, 윤치호, 이승훈(李昇薰), 이동휘, 이동녕, 이시영, 김도희(金道熙) 등과 함께 신민회 간부 총회의를 소집하여 만주에 독립운동기지를 건설할 것을 결의하고 류허 현(柳河縣) 삼원보(三源堡)의 추가가(鄒家街)를 후보지로 결정했다.
1910년 7월 이동녕, 장유순, 이관직과 남만주 시찰후 독립운동기지 건설을 구상하고 되돌아왔다.
1910년 경술국치를 전후하여 12월, 6형제는 조선 안의 명성을 포기하고 겨울에 60명에 달하는 대가족을 이끌고 만주로 망명했다. 이 망명을 주도했던 인물이 넷째였던 이회영이라 한다. 이때 국내에 있던 재산은 처분하였으며, 대가족이 함께 만주로 이주했다. 이상룡, 허위의 집안과 함께 기득권을 버리고 온 가족이 독립 운동에 나선 대표적인 가문이다. 이회영 일가는 지린에 정착하여 경학사, 신흥강습소를 설치하고 독립 운동을 위한 기반 닦기에 들어갔다. 당시 위안스카이가 이회영 일가와 개인적인 친분이 있어 한인 토지 매매를 후원했다고 한다. 이때까지도 남아있던 가솔과 노비를 해방하였으나, 수행을 자청한 일꾼까지 합하여 40여명도 그들 일가족을 따라 만주로 망명하였다.
그러나 그가 출국한 직후 신민회에서 독립운동 자금을 모금하여 만주의 군관학교로 보내기로 결의한 사실이 일본의 정보망에 접수되고, 자금을 모금하던 안명근의 행보가 탄로나면서(안악 사건 참조) 무관학교 설립에 차질을 빚게 된다. 만주 통화현 광화진의 합니하 강가에 일시 정착하며, 이상룡(李相龍), 김동삼(金東三) 등과 함께 주변 황무지를 개간하며, 국내에 잠입하여 모금활동 등을 하는 등 독립운동가 양성 기지 건설에 매진했고, 1911년 간도 용정촌(龍井村)에 최초의 재만한인 자치기관인 경학사(耕學社)를 조직하였다.

#### 신흥무관학교 활동
1912년 독립군지도자양성을 목적으로 신흥강습소(新興講習所, 신흥무관학교의 전신)를 설립하였다.
1912년 경학사를 만주 통화현(通化縣) 합니하반(哈泥河畔)으로 옮겼다가, 1919년 3.1운동 이후에 신흥무관학교(新興武官學校)로 이름을 변경해 독립군 병사 양성을 도모하였다. 그러나 이해 흉작으로 경학사를 해산하고 국내로 들어와 독립군기지 건설을 위한 군자금 모집에 진력했다.
1913년부터 1919년까지 이회영은 극비리에 국내에 잠입하여 여러 인사와 접촉하였으나 극비리에 추진된 탓에 현재까지 이 기간동안 그의 자세한 행적이 전해져 내려오지 않고 있다. 1917년 아들 이규학(李圭鶴)이 고종황제의 조카딸과 신부례를 올리는 기회를 엿보아 고종 망명을 시도하였다. 비록 망국이기는 하나 궁중의 신부례는 매우 장엄하고 절차가 복잡하여 축제분위기였다고 한다. 이 기회를 틈타 고종과 비밀리에 접촉하는데 성공했고 민영달은 이 거사에 5만원의 자금을 내 놓았으나 고종의 갑작스러운 사망으로 계획은 무위로 돌아갔다.
1918년에 이르러 고국에서 가지고 온 독립운동 자금이 바닥나게 되자, 이회영은 그의 형제들에게 신흥무관학교 운영을 맡기고 국내로 다시 잠입하였다.

#### 고종 망명계획 시도와 실패
1918년 1월 미국 대통령 우드로우 윌슨(Woodrow Wilson)의 민족자결주의의 제창 소식을 접하고 자극, 이때 국내·외에서의 독립기운이 활발해지자 그는 오세창(吳世昌), 한용운(韓龍雲), 이상재(李商在) 등과 만나 밀의한 뒤 고종의 망명을 계획한다. 그는 시종원 시종(侍從) 이교영(李喬永)을 통해 고종에게 승락을 얻었으며 그 뒤 김가진 등과도 비밀리에 연락하여 고종의 중국 망명을 도모하지만, 1919년 1월 고종의 갑작스러운 사망으로 그 계획은 실패하게 된다.
국내에서 가지고 온 자금이 바닥나면서 가족들은 극도로 어려운 생활을 하였으나, 이회영은 블라디보스토크, 베이징, 상하이 등지를 돌며 독립 운동을 계속했다.

#### 임시의정원 의원
1919년, 상하이에서 대한민국 임시정부가 수립되었을 때 이회영은 임시정부 수립에 반대하는 입장이었다. 그 이유는 임시정부내 지휘를 놓고 서로 다투거나 분쟁이 일어날것이라는 생각 때문이었다. 그럼에도 불구하고 1919년 4월 11일 상하이에서 열린 대한민국임시의정원 회의에 동생 이시영과 함께 의원으로 참가했다. 그러나, 이회영의 예상은 적중하였고 이때부터 이미 독립 운동단체 사이에 내분과 조직간의 알력이 심화되고 있었다.
1919년 4월 대한민국 임시정부가 상하이(上海)에 수립되었으나 결국 의견의 차이로 상하이를 떠나 베이징(北京)으로 건너갔다. 그해 베이징에 체류하면서 활동을 계속하였다.
1921년에는 상하이의 대한민국 임시정부에 내분이 일어났는데, 이때 신채호와 함께 조정 역할을 맡았다. 이해 4월에 유자명은 이회영을 만났는데, 이미 이회영은 일본의 유명한 아나키스트 오스기 사카에(大杉栄)의 저술을 읽고 감명을 받은 후였다. 임정이 창조파, 개조파, 임정 고수파로 나뉘자 그는 임시정부를 떠났다.
1923년 중국 후난성(湖南省) 한수이 현(漢水縣)에 토지를 매입하고 한중합작 이상농촌인 양도촌(洋濤村) 건설을 추진하였으나 실패했다.

#### 임정 탈퇴와 아나키즘 활동

##### 아나키스트 운동, 다물단

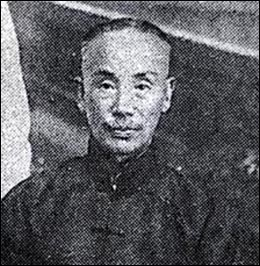
만년의 이회영, 1931년

1924년 조선무정부주의자연맹 설립에 관여했다. 1925년에는 비밀 결사 조직인 다물단을, 1931년에는 한중일 아나키스트들의 합작으로 독립 운동 단체인 항일구국연맹을 결성하여 의장으로 취임하기도 했고, 행동대 흑색공포단을 조직하여 활동,일제를 공포의 도가니로 몰아넣기도 했다.
1924년 4월 20일에 베이징에서 화암 정현섭, 우근 유자명, 회관 이을규, 우관 이정규, 구파 백정기 등과 함께 재중국조선무정부주의자연맹을 창립하였다. 그리고 기관지인 정의공보를 비밀리에 발행하였는데, 그 잡지는 현재 전해지지 않고 있다.
1928년 5월 상하이에서 이을규, 정규 형제 및 정화암, 류기석 등의 동지와 함께 재중국조선무정부공산주의자연맹을 결성하여, 1928년 6월 1일에 정의공보를 복간하는 의미로 탈환이라는 잡지를 발간하였고 더 적극적으로 아나키즘을 전파하기 시작하였다.
1927년 9월 하순, 시야 김종진은 북만으로 떠나기전 톈진에서 이회영을 찾아가 사상적인 담화를 하였는데 그 대담의 기록이 남아있다. 이 대담에서 크게 감화를 받은 김종진은 그의 사촌인 백야 김좌진 장군을 설득하여 신민부와 아나키스트와의 연대를 받아들였다. 김좌진 장군은 철저한 대종교신자이자 민족주의자이므로 아나키즘에 전적으로 동의하지는 않았지만 아나키스트들에게 매우 호의적인 태도를 보였다.
1928년 7월 아시아 각국의 무정부주의자들이 모여 동방무정부주의자연맹을 결성하자, 무정부주의자연맹 창립 대회에 '한국의 독립운동과 무정부주의운동'이라는 메시지를 보내 한국 독립운동을 적극 지원해줄 것을 호소하였다.

##### 김진익과의 관계
이회영은 자신의 동지이기도 한 김진익을 한때 상하이의 자신의 거처 근처에 숨겨주었다가 당시 홀로 분가해 살던 넷째 아들 이규창에게 보냈다. 이규창의 증언에 의하면 하루는 이규창의 집에 그가 이자경(이신애)이라는 여자를 데리고 왔다. 김진익은 그 여자와 동거를 하고 있었던 것이다. 당시 분가한지 얼마 안됐던 이규창은 아무 꺼리낌 없이 김진익과 동거녀 이자경을 받아주었다. 김진익은 여자 문제로 독립운동가들 사이에서 물의를 빚기도 했지만 그는 이런 것에 연연하지 않고 그를 동지로써 도와주었다.
그런데 베이징 일대에서 큰 파문을 일으킨 강탈 사건이 발생했다. 한국인 독립운동가를 사칭한 강도의 출현으로 베이징은 뒤집혔고 범인을 색출하지 못한 상태에서 조선인들에 대한 의심이 계속됐다. 조선인들이 거주하는 장소에는 중국 경찰들의 감시가 이만저만이 아니었다. 그러나 다행히도 주위 사람들이 이규창 일가를 중국 사람으로 알고 있었기 때문에 별 문제가 없었다. 이회영은 김진익과 그보다 그의 내연녀인 이자경의 존재가 안심이 되지 않아, 그보다 더 안전한 조카 이규봉의 은신처로 보낸다.
이회영은 아들 이규창에게 "네가 이자경 부인과 인력거를 타고 이규봉 사촌 형네로 가서 이자경 부인을 소개한 다음 당분간 거기서 지내도록 하게 하라." 하였다. 그러나 이자경은 조실하지 못한 행동으로 독립운동가는 물론 한국인 교포들, 중국인들에게도 눈쌀찌푸리게 했고 그는 이를 통제하지 않았다.
[그러나 그의 내연녀 이자경은 우물가에서 대낮인데도 벌거벗고 목욕을 하는데, 그것도 한 번이 아니라 여러 차례 동네 부인들이 목격을 했다는 것이다. 또 이규봉의 증언으로는 '동네 부인들의 남편들이 가끔 와서 우물가의 물을 떠가는데 이런 꼴을 중국 사람들에게 보이니 얼마나 창피하느냐는 것이다.' 이 소문은 동네에 쫙 퍼졌다. 중국 부인들은 떼거지로 몰려와 '당신네들 같은 고귀하고 점잖은 분들에게 어찌 그런 여자가 들어와 동네의 풍기를 문란케 하느냐?.'며 삿대질하기에 이르렀고 수시로 항의하였다. 참을 수 없었던 이규봉이 삼촌 이회영을 찾아가 받아줄 수 없다고 하소연하기에 이르렀다. 여름철이라 모두 더위에 지쳐 있었고, 며칠 있다가 이규봉이 이회영을 찾아가 받아줄 수 없음을 하소연하였다. 왜 그런가 하고 이회영이 질문하니 이규봉이 아주 난처한 얼굴이 되어 천천히 이야기하더라는 것이다.
| “ | 저희가 사는 동네는 풍속이 구식이라 남녀 간의 차별이 대단합니다. 그런데 젊은 여자가 대낮에 벌거벗고 우물가에서 목욕을 하고 난잡한 짓을 하니 이런 일이 있을 수 있습니까? | ” |

이회영이 '그래도 김진익 선생과 동거하는 여자인데'하니 이규봉은 '풍기가 문란하다고 동네 사람들이 야단입니다. 이러다가는 조선 사람들 모두 욕을 먹겠습니다.'라며 거절하였다. 이회영도 더 이상 어쩔수 없었고, 김진익은 다른 은신처를 알아봐야 했다. 나중에 이자경은 김진익과 함께 텐진으로 건너갔다.
김진익은 계속 추문을 일으켰고 물의를 빚었음에도 이회영은 끝까지 김진익을 감싸주었고 그의 은신처를 제공했다. 그러나 그가 죽고난 뒤에도 김진익은 중국 동료 독립운동가의 아내를 유혹하는 등 독립운동가 사이에 계속 물의를 일으키게 된다.

#### 만주사변 전후
1930년 4월 20일에 유자명, 장도선, 정해리, 유기석 등은 아나키스트 무력투쟁단체인 남화한인청년연맹(南華韓人靑年聯盟)을 결성하였으나 별다른 활동이 없다가 만주사변 이후에 이회영, 정현섭, 백정기 등의 주요 아나키스트 거물들이 합류하면서 본격적인 활동이 시작되었다. 이 단체는 기관지인 남화통신을 발간하였다.
이회영은 1931년 남화한인청년연맹과 연대하여 독립운동을 전개했다. 1932년초 상해 사변이 일어나자 이회영은 중국 국민당을 찾아아 교섭, 자금과 무기지원을 약속받고 돌아왔다.
1931년 일본이 만주를 공격, 만주침략이 발발하자 중국에 있던 독립운동 동지들이 상하이로 집결하여 협의기구로 조직한 항일구국연맹의 의장에 피선되었다.

### 흑색공포단 지휘와 최후

#### 흑색공포단 조직
1931년
9월 이회영은 정화암, 백정기, 김성수(金性壽), 그리고 중국인 왕아초(王亞樵), 화균실(華均實), 일본인 출신 아나키스트 전화민(田華民, 일본명 佐野), 오수민(吳秀民, 일본명 伊藤) 7인과 함께 상하이의 어느 건물 지하에 모여 항일구국연맹을 결성하였으며, 일본측 기관 기물의 파괴를 목적으로 하며 기획, 선전, 연락, 행동 등 부서를 두는 비밀행동조직 흑색공포단(黑色恐怖團)을 조직하였다.
이회영은 흑색공포단을 지휘하였으며, 흑색공포단의 단원들인 천리방, 백정기, 원심창(元心昌), 이강훈(李康勳), 유기문(柳基文) 등은 중국 국민당 당내의 친일 그룹의 리더인 왕정위(汪精衛)를 암살하려고 했으나 실패하고 대신 그의 부관을 사살하였으며, 아모이(厦門)에 있던 일본 영사관을 폭파했다.
1932년 1월 흑색공포단원을 톈진에 파견, 이들은 톈진부두에 일본 군수물자를 적재한 일본 기선을 텐진 앞바다에서 폭파시키고, 톈진 일본영사관에 폭탄을 투척하여 영사관 건물과 시설 일부를 파괴시킨 뒤, 한명도 잡히지 않고 도주했다.

#### 체포와 옥사
1932년 중국국민당과 교섭하여 지원 약속을 받아냈다. 상해 사변이 일어나자 그는 행동강령으로 일본군기관 및 수송기관 파괴, 일본요인 및 친일파 숙청, 일본외교기관 폭파, 파괴 등에 대한 구체적인 계획을 결정하고, 중국 국민당에게도 협조를 구하여 자금과 무기지원을 확약받았다.
9월 중국 국민당 요인 이석증(李石曾), 오유휘(吳稚暉), 호한민(胡漢民) 등의 지원을 받아 중국 동북부에 새로운 거점 확보와 동시에 관동군 사령관 무토(武藤)대장 암살 계획을 정하고 북행을 결정하였다.
1932년 11월 만주의 연락 근거지 확보와 지하공작망 조직, 주만 일본군사령관 암살 등 아나키스트의 활동범위를 넓히기 위해 상하이에서 다롄(大連)으로 이동을 결심하였다. 당시 만주는 일본의 강력한 영향 아래에 있어 대단히 위험했으므로 주위의 동지들이 말렸으나 그의 고집을 꺾지 못했다.
그러나 그해 11월 조선인들의 제보와 일본 밀정의 첩보, 그와 사상이 달랐던 조카 이규서 등의 밀고로 이동중 다롄 항구에서 일본 경찰과 중국수상서원에게 체포되었고, 일본 영사관 감옥에 수감되었다. 11월 17일 이때 이미 노인이었던 그는 혹독한 고문을 이기지 못하고 옥사했다. 연락을 받고 시신을 찾으러 간 유가족에게 다롄 수상경찰은 그가 자살하였다고 했으나 믿지 않았다. 당시 그의 나이 향년 65세였다.

#### 사망 원인
보통 그의 죽음 원인은 고문치사에 의한 죽음으로 알려져 있다. 일본 경찰에서는 고문 행위를 숨기려고 쇠창살에 목매 자살했다는 낭설을 퍼트렸으나 '대련수상서유치중 괴! 액사한 노인(大連水上署留置中 怪! 縊死한 老人)'이라는 기사가 중앙일보로도 보도되었다.
그러나 동아일보 기사에 의하면 그가 삼노끈(삼으로 만든 노끈)으로 목을 매서 자결했다고도 보도되었다.
사망 당시 일본 영사관 당국은 체포된 노인이 유치장에서 목을 매어 자결했다고 발표했으나, 서둘러 그의 시신을 화장해 버리는 등 수상한 정황 때문에 고문 치사한 것이라는 소문이 무성했다. 그의 유해에는 '안면에 선혈이 낭자하고 타파오에 피가 많이 묻어 있었다'는 목격자의 진술이 있다고 한다. 또 다른 설로 중국 항일 운동가인 김소묵의 보고서에 의하면 1932년 11월 17일에 일제가 뤄순 감옥에서 재판도 거치지 않고 이회영을 교수형에 처하였다고 기록하고 있다.
일본경찰의 이회영 체포 과정에서 4등선실의 수많은 중국인 중 정확히 이회영을 지목한 것을 의심스럽게 여긴 남화한인청년연맹 단원들은 마지막으로 이회영이 상하이를 떠날 때 만난 인물인 이규서와 연충렬을 의심하였고, 증거를 가지고 그들을 추궁하여 일본 경찰에 밀정행위를 한 것을 확인하고 처단하였다. 일제의 밀정들의 밀고 외에 조선인 제보자들, 그리고 임정 인사의 일족들인 이들의 사상의 차이도 역시 그를 밀고하여 옥사하게 만드는 원인이 됐다. 연충렬은 대한민국 임시정부임정 요인 연병호의 둘째 아들이자 연미당의 친정오라비로, 독립운동가 엄항섭의 처남이었다. 이규서는 1932년 10월 연충렬 등 3명과 함께 백정기에게 암살당한다.

### 사후 (6.25 전쟁이후)
1966년 그의 부인인 한산 이씨 이은숙이 탈고하고 1975년 출간된 《서간도 시종기(西間島始終記)》는 한국독립운동사의 일면을 주체적 입장에서 기록하여 사료로서의 가치를 지닌 사서(史書)인 동시에, 전통적 양반집 부인에 교양과 의지를 절실하게 묘사한 문학작품으로 평가받고 있고, 일조각에서 수여하는 '월봉저작상'을 받기도 했다.

## 가족 관계
- 부 : 이유승(李裕承, 1835 - 1907), 시호는 효정(孝貞)
- 모 : 동래정씨(東萊鄭氏, 1832 - 1899), 이조판서 정순조(鄭順朝)의 딸
  - 형 : 이건영(李健榮, 1853 - 1940)
    - 조카 : 이규룡(李圭龍, 1887 - 1955)
    - 조카 : 이규면(李圭冕, 1893 - 1930)
    - 조카 : 이규훈(李圭勛, 1896 - 1950)
    - 조카사위 : 조동신(趙東辛)

  - 형 : 이석영(李石榮, 1855 - 1934), 13촌 백부 이유원에게 출계
  - 형 : 이철영(李哲榮, 1863 - 1925)
    - 조카 : 이규붕(李圭鹏, 1913 - ?)
    - 조카 : 이규상(李圭象, 1919 - ?)
    - 조카 : 이규상(李圭華, 1921 - ?)
    - 조카사위 : 이태영(李台榮)

  - 동생 : 이시영(李始榮, 1869 - 1953)
    - 조카 : 이규창(李奎昶, 1889 - 1963)
    - 조카 : 이규열(李奎悅, 1905 - 1952)

  - 누나 : 경주이씨(慶州李氏)
  - 매부 : 홍승학(洪承學, 1858 - ?), 참판 홍우경(洪祐慶)의 아들
  - 여동생 : 경주이씨(慶州李氏)
  - 매제 : 조병홍(趙秉弘), 참판 조필영(趙弼永)의 아들
  - 여동생 : 경주이씨(慶州李氏)
  - 매제 : 신재희(申宰熙, 1891년 - 1943년), 언론인 겸 독립운동가, 독립운동가 신익희의 친형
- 서모 : (이름미상)
  - 이복동생 : 이소영(李韶榮, 1875 - 1905)
    - 조카사위 : 윤국병(尹國炳)

  - 이복동생 : 이호영(李護榮, 1875 - 1933)
    - 조카 : 이규봉(李奎鳳, 1912 - 1933)
    - 조카 : 이규린(李奎麟, 1914 - 1933)

  - 처 : 달성서씨(達城徐氏, 1866 ~ 1907): 서신보의 딸
    - 장남 : 이규룡(李圭龍, 1887 - 1955), 백형 이건영에게 출계
    - 장녀 : 이규원(李圭媛, 1893 - ?)
    - 사위 : 박창서(朴彰緖), 군수 박승철(朴勝轍)의 아들
      - 외손자 : 박찬원(朴贊元)
      - 외손자 : 박찬인(朴贊仁)
      - 외손자 : 박찬일(朴贊日)

    - 차남 : 이규학(李圭鶴, 1896 - 1973)
    - 자부 : 조계진(趙季珍, 1897 - 1996년), 조정구(趙鼎九)의 딸, 흥선대원군의 외손녀
      - 손녀 : 이학진(李鶴珍, 1920 - 1925)
      - 손녀 : 이을진(李乙珍, 1922 - 1925)
      - 손녀 : 이정현(李丁賢)
      - 손자 : 이종무(李鍾懋, 1930 - ?)
      - 손자 : 이종원(李鍾遠, 1932 - ?)
      - 손자 : 이종찬(李鍾贊, 1936 - )
      - 손녀 : 이보원(李寶媛)

  - 후처 : 이은숙(李恩淑, 1889 - 1979), 진사 이덕규(李悳珪)의 딸
    - 차녀 : 이규남(李圭男, 1909 - 1989)
    - 사위 : 고성봉(高成鳳, 1897 - 1951), 독립운동가
    - 3녀 : 이규숙(李圭淑, 1910 - 2009)
    - 사위 : 장해평(莊海平, 1905 - 1965, 독립운동가
    - 3남 : 이규창(李圭昌, 1913년 - 2005)
    - 자부 : 정문경(鄭文卿, 1922 - 2010)
      - 손녀 : 이종희(李鍾喜)
      - 손자 : 이종광(李鍾光, 1950 - )
      - 손자 : 이종철(李鍾喆, 1954 - )
      - 손녀 : 이황연(李晃沇, 1958 - )

    - 4녀 : 이현숙(李賢淑, 1917 - 1946)
    - 사위 : 김홍택(金弘澤)
    - 3남 : 이규오(李圭梧, 1922 - 1925)
    - 4남 : 이규동(李圭東, 1926 - 2014)
    - 자부 : 변봉섭(邊奉燮, 1931 - 2017)
      - 손자 : 이종걸(李鍾杰, 1957 - )
      - 손자 : 이종현(李鍾炫, 1962 - )
      - 손녀 : 이주원(李珠媛)

## 기타
- 독립운동가 겸 정치인 해공 신익희의 여섯째 형 신재희의 부인 경주이씨는 이회영, 이석영, 이시영 7형제의 친 여동생이기도 했다.
- 이회영을 밀고한 사람들 중의 한사람인 이규서는 형 이석영의 아들이었다. 이규서의 형이자 그의 조카인 이규준은 독립운동가 박용만의 암살자 중 한사람이라고 잘못 알려져 있기도 하다. 일제의 밀정인 김달하를 암살했으나, 후에 독립운동가인 박용만을 암살하기도 했다고 알려지기도 했으나 이는 잘못된 서술이다.[16] 이규준의 사망연도는 1927년이고, 박용만의 사망일시는 1928년 10월 17일이다. 뿐만아니라 박용만 암살사건의 범인은 이구연(이해명)과 白가(사건현장에서 도주) 2人이고, 현장에서 검거된 이구연의 재판과정에서도 이규준에 대한 언급은 전혀 없다.
- 김홍집 가문 역시 그의 인척으로 동생 이시영 前 초대 부통령의 첫 부인의 친정아버지였다.

## 이회영을 연기한 배우들
- 정동환 - 자유인 이회영 (KBS 드라마)
- 심희섭 - 《명당》 (2018년)

## 참고 자료
- 이덕일, 《아나키스트 이회영과 젊은 그들》 (웅진닷컴, 2001)
- 대한민국 국가보훈처, 이 달의 독립 운동가 상세자료 - 이회영, 1992년[깨진 링크]
- 우당 이회영, <<겨레 위한 큰 길에 자신의 모든 것을 바치다>>, 정찬일 글, 허구 그림 (도서출판 산하, 2010)
- 김소진, 《한국독립선언서연구:한국사연구총서 10》 (국학자료원, 1999)
- 이은숙, 《서간도 시종기 - 우당 이회영의 아내, 이은숙 회고록》 (일조각,2017)

## 같이 보기
| - 아나키즘 - 경학사 - 신민회 - 대한민국 임시정부 - 신흥무관학교 - 을사 보호 조약 - 김원봉 - 신채호 - 박열 - 이건영 - 이석영 - 이시영 - 이승만 - 이종걸 - 이종찬 - 이종찬 - 이하영 - 양기탁 - 신익희 - 조정규 - 흥선대원군 | - 105인 사건 - 임시의정원 - 흑색공포단 - 유자명 - 백정기 - 신익희 - 신재희 - 의열단 - 지청천 - 김원봉 - 김진익 - 정화암 - 백정기 - 나석주 - 김규식 - 김구 - 조성환 - 이동녕 - 이준용 - 옥관빈 - 이호영 | - 기무라 준페이 - 김종진 - 김좌진 - 김진익 - 김두봉 - 김원봉 - 박열 - 유기석 - 윤치호 - 이동휘 - 이철영 |

## 참고 서적
- 이덕일, 《아나키스트 이회영과 젊은 그들》 (웅진닷컴, 2001)
- 김명섭, 《이회영》 (역사공간, 2008)
- 이은우, 《임시정부와 이시영》 (범우사, 1997)
- 최효찬, 《5백년 명문가의 자녀교육》 (예담, 2005)
- 이은숙, 《가슴에 품은 뜻 하늘에 사무쳐》 (인물연구소, 1981)
- 이은숙, 《민족운동가 아내의 수기:정음문고 65》 (정음사, 1975)
- 박창화, 《성재 이시영 소전:을유문고 259》 (을유문화사, 1984)
- 서중석, 《신흥무관학교와 망명자들》 (역사비평사, 2001)